# Porozovo
Porozovo (in russo Порозово?) è un villaggio nell'oblast' di Ivanovo della Russia, situato sul fiume Volga.

## Galleria d'immagini

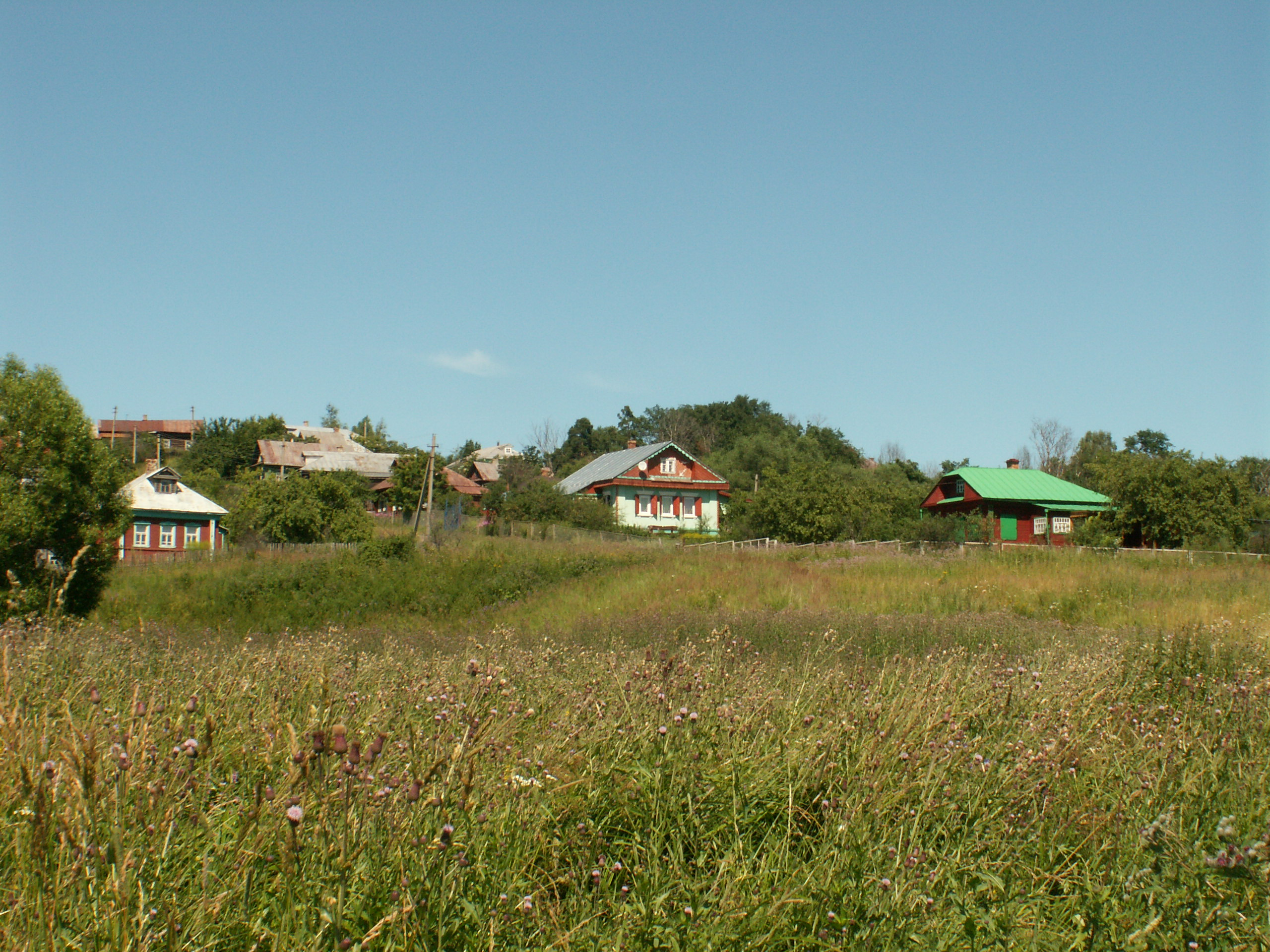
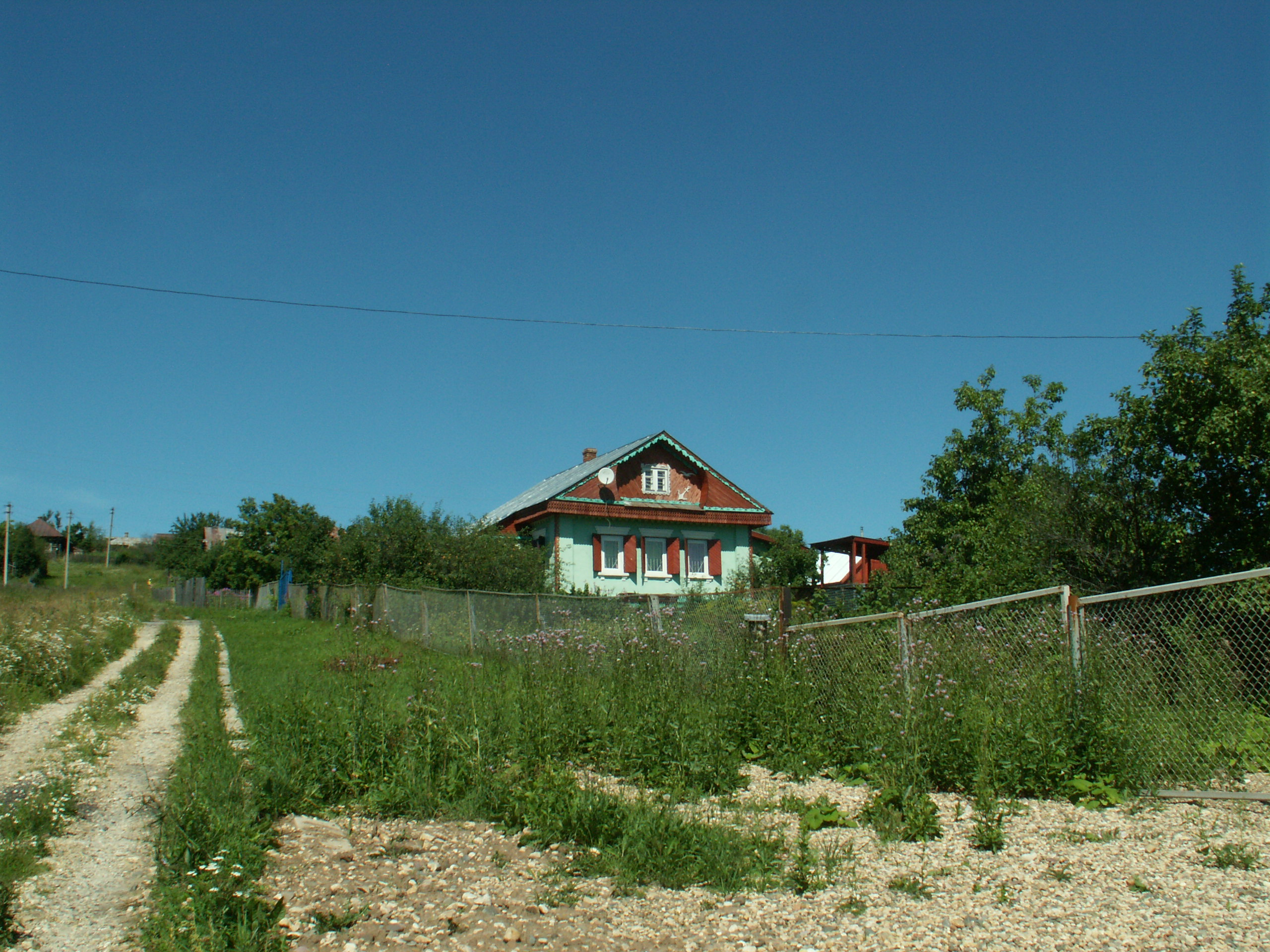
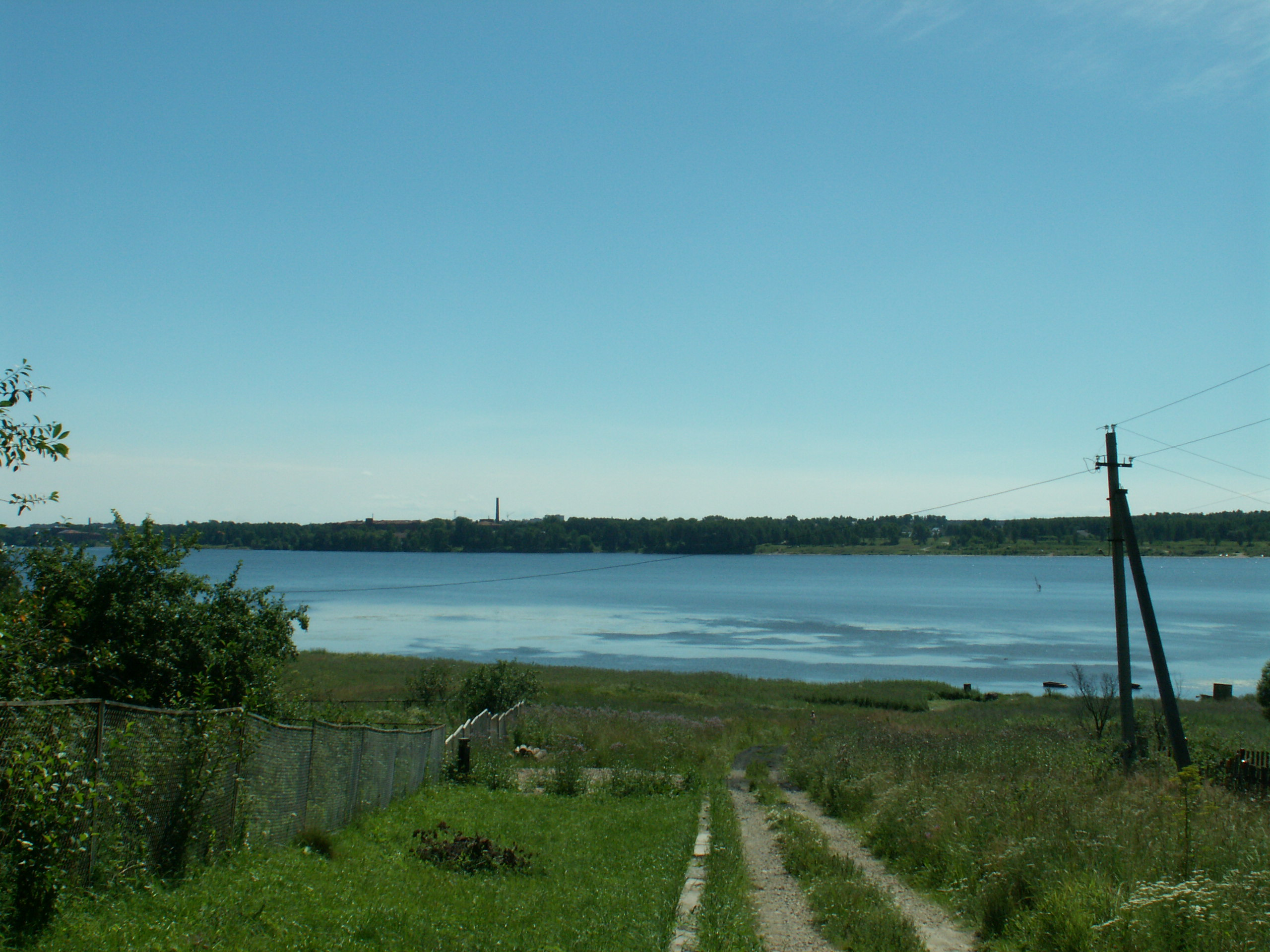
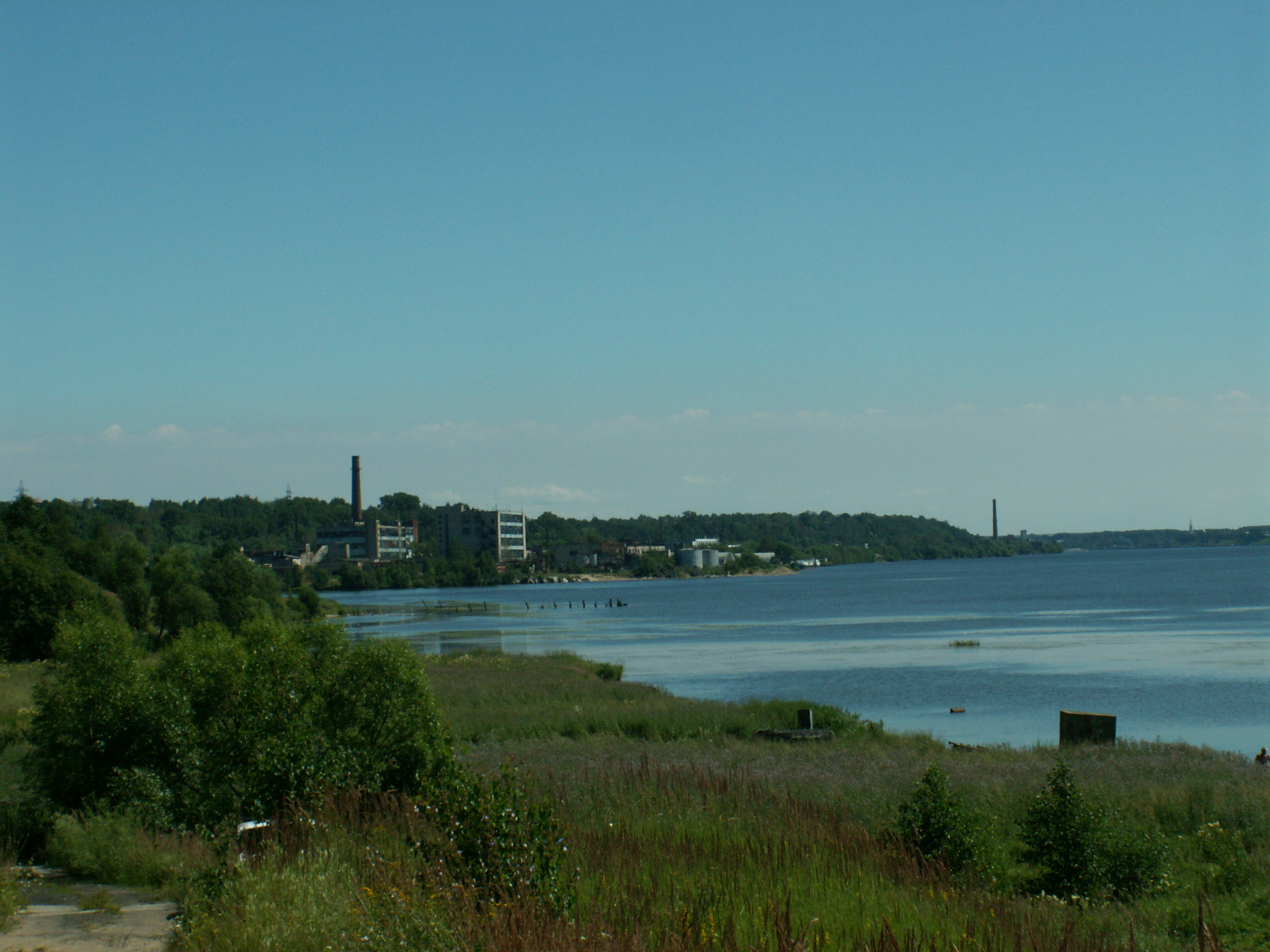
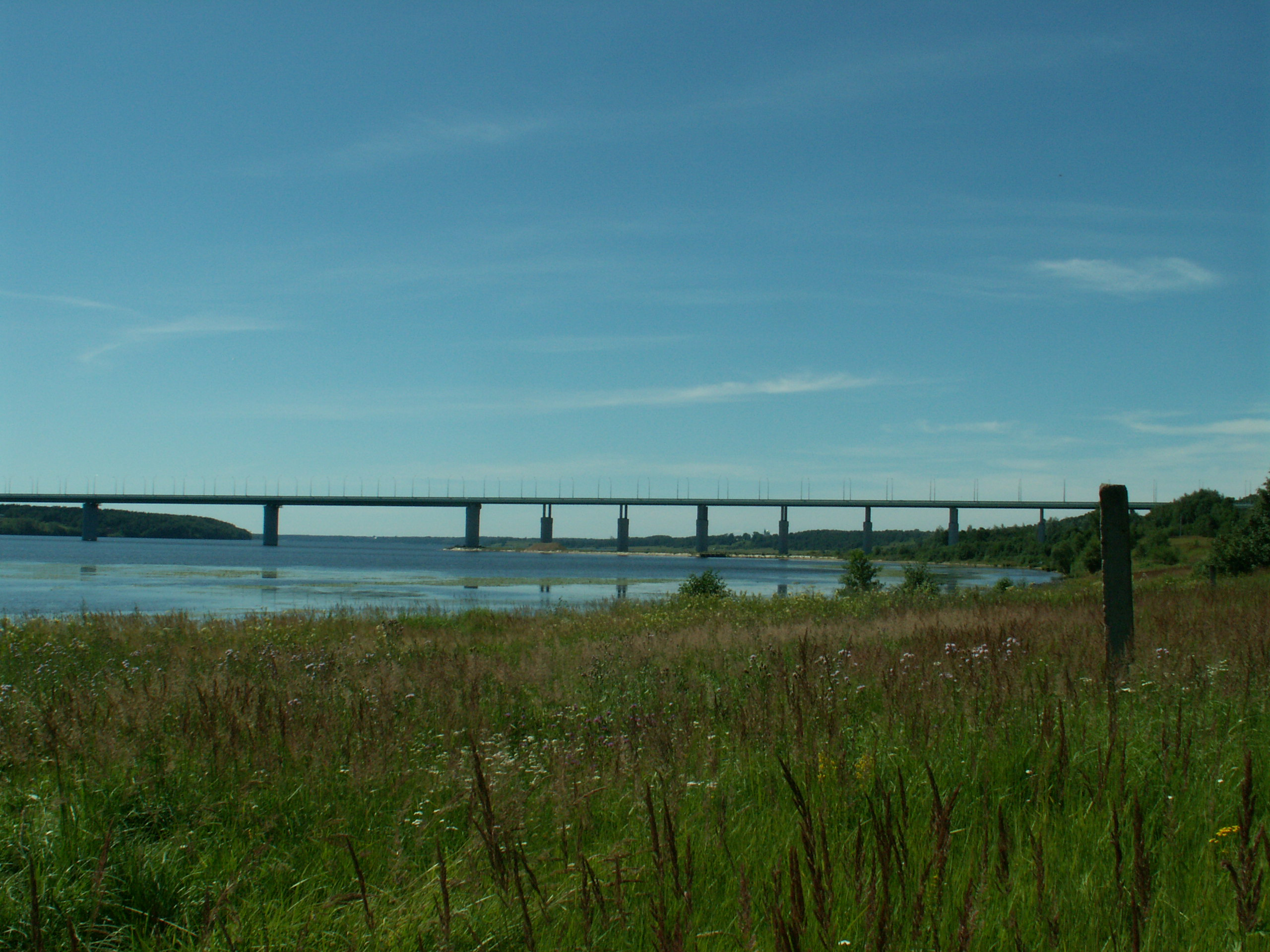